# Eadwold
Pour le roi d'Est-Anglie, voir Eadwald.
Eadwold ou Edwold est un ermite anglo-saxon du IXe siècle lié au village de Cerne Abbas, dans le Dorset. Considéré comme saint après sa mort, il est fêté le 29 août.

## Biographie
La vie d'Eadnoth est principalement connue grâce à une hagiographie rédigée par le moine Goscelin de Saint-Bertin au XIe siècle, ainsi que par les informations données à son sujet par le chroniqueur du XIIe siècle Guillaume de Malmesbury dans sa Gesta pontificarum Anglorum. Il serait d'origine princière, frère du roi d'Est-Anglie Edmond le Martyr, mais aurait quitté son pays pour mener une vie d'ermite près de Cerne, dans le Dorset. Goscelin lui attribue de nombreux miracles. Il indique notamment qu'il aurait choisi son lieu d'ermitage en plantant son bâton de marche dans le sol, sur quoi des feuilles auraient poussé sur le bout de bois mort.

## Culte
Eadwold aurait été enterré dans sa cellule d'ermite. À la fin du Xe siècle, ses reliques sont transférées à l'abbaye de Cerne, fondée en 987 par l'ealdorman Æthelmær Cild. Elles contribuent à faire de l'abbaye l'une des plus riches du royaume d'Angleterre au Moyen Âge.
La fête d'Eadwold est célébrée le 29 août. La translation de ses reliques est également commémorée le 12 août.
L'église paroissiale de Stockwood, un village situé à quelques kilomètres de Cerne, est dédiée à Eadwold.